# III Cuerpo de Ejército (Alemania)
El III Cuerpo de Ejército (III. ArmeeKorps) fue un cuerpo en el ejército alemán durante la Segunda Guerra Mundial.

## Historia
El III Cuerpo de Ejército se formó en octubre de 1934. El cuerpo tomó parte en la operación Fall Weiss, la invasión de Polonia en 1939 como parte del Grupo de Ejércitos Norte. A continuación, participó en las operación en Bélgica y en la operación Fall Gelb (Caso Amarillo) como parte del Grupo de Ejércitos A, participantes en el asalto a través de las Ardenas. En marzo de 1941, el cuerpo pasó a ser un Cuerpo Motorizado y siendo redesignado como III Cuerpo de Ejército (mot.).
Durante la Operación Barbarroja el III Cuerpo de Ejército (mot.) se une al Grupo de Ejércitos Sur del Mariscal de Campo Gerd von Rundstedt. El cuerpo luchao durante las campañas a través de Ucrania, y tomó parte en la Batalla de Kiev, Batalla de Rostov, Batalla de Járkov y en la Batalla de Uman. En 21 de junio de 1942, el cuerpo es reformado y es redesignado como III Cuerpo Panzer.

## Comandantes
- General de Infantería Erwin von Witzleben - (1 de octubre de 1935 - 9 de noviembre de 1938)
- Coronel General Curt Haase - (10 de noviembre de 1938 - 13 de noviembre de 1940)
- General de Infantería Kurt von Greiff - (13 de noviembre de 1940 - 15 de enero de 1941)
- General de Caballería Eberhard von Mackensen - (15 de enero de 1941 - 20 de junio de 1942)

## Área de Operaciones
- Polonia - (septiembre de 1939 - mayo de 1940)
- Francia - (mayo de 1940 - junio de 1941)
- Frente Oriental, sector sur - (junio de 1941 - junio de 1942)

## Orden de Batalla

### III Cuerpo de Ejército, mayo de 1940 -Fall Gelb
- Estado Mayor del Cuerpo
  - 3.º Comandante de Artillería
  - 43.º Batallón de Cuerpo Comunicaciones
  - 403.º Cuerpo de Tropas de Suministro
  - 403.º Escuadrón de Policía Militar
- 3.ª División de Infantería
- 23.ª División de Infantería
- 52.ª División de Infantería

### III Cuerpo de Ejército (mot.), septiembre de 1941 -Operación Barbarroja
- Estado Mayor del Cuerpo
  - 3.º Comandante de Artillería
  - 43.º Batallón de Cuerpo de Comunicaciones
  - 403.º Cuerpo de Tropas de Suministros
  - 403.º Escuadrón de Policía Militar
- 14.ª División Panzer
- 60.ª División de Infantería (mot.)
- 13.ª División Panzer
- 5.ª División Panzergrenadier SS Wiking
- 198.ª División de Infantería